# Estação Alto do Ipiranga
Estação Alto do Ipiranga é uma estação da Linha 2–Verde do metrô da cidade brasileira de São Paulo. Foi inaugurada em 30 de junho de 2007. Está localizada na Avenida Dr. Gentil de Moura, esquina com a Rua Visconde de Pirajá, no distrito do Ipiranga.

## História

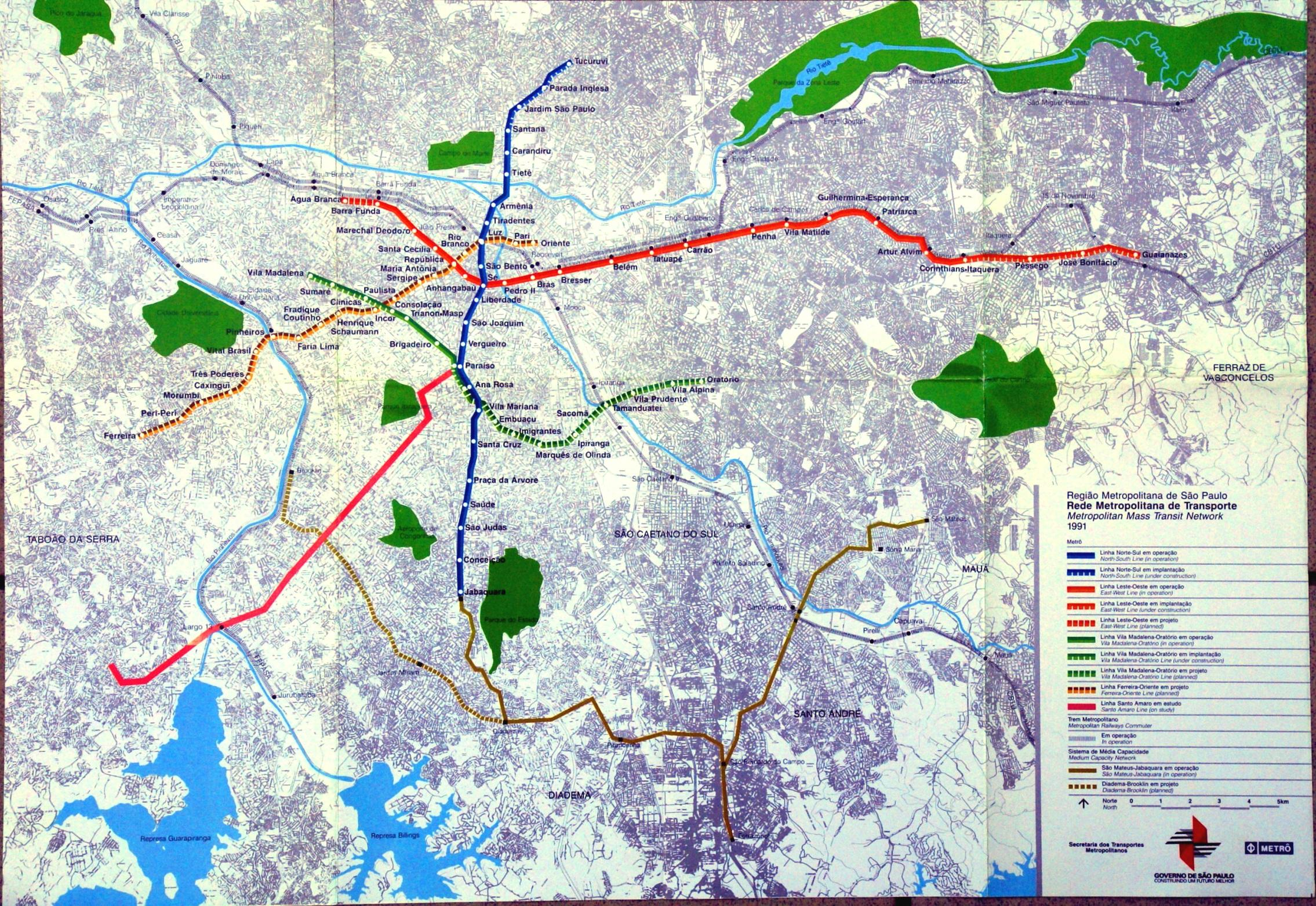
Mapa do transporte metropolitano de São Paulo, 1991. A estação Ipiranga aparece entre as estações Marquês de Olinda e Sacomã da Linha Verde (Vila Madalena-Oratório)

A estação Ipiranga surgiu pela primeira vez nos projetos da Linha Vila Madalena - Vila Prudente do metrô de São Paulo em 1991, quando a estação "Nazaré" foi renomeada brevemente "Ipiranga" para ser novamente nomeada "Nazaré". Até então, a estação Nazaré/Ipiranga estava prevista para ser construída na esquina da Avenida Nazaré com a Rua Marquês de Olinda.
O prazo inicial para a realização das obras era de três anos (com entrega prevista para 1994), com o trecho Ana Rosa - Oratório tendo um custo estimado de 720 milhões de dólares. Os projetos da estação Nazaré foram contratados em 1994 junto a empresa Promon, embora as obras do trecho Ana Rosa - Oratório tenham sido contratadas entre 1991 e 1992 pela Cia. do Metropolitano com as empresas Odebrecht (atual OEC) e Queiroz Galvão. Apesar das obras terem ficado no papel até 2003, as empresas receberam pagamentos e aditivos contratuais julgados irregulares anos mais tarde pelo Tribunal de Contas do Estado de São Paulo.
Em 2004 o projeto da estação Nazaré foi alterado, com a estação deslocada para a Av. Dr Gentil de Moura, localização até então nunca estudada e seu nome passou a ser "Alto do Ipiranga". Suas obras foram realizadas entre março de 2004 a junho de 2007, quando a estação foi inaugurada.
Durante a divulgação de informações sobre o Escândalo das licitações no transporte público em São Paulo, uma série de documentos apreendidos pelo Conselho Administrativo de Defesa Econômica revelou que a alteração de projeto feita pela Cia. do Metropolitano que incluiu a (até então) não planejada estação Alto do Ipiranga no projeto de expansão da Linha 2-Verde foi solicitada pela empresa Alstom, interessada na licitação de equipamentos para o projeto.

## Características

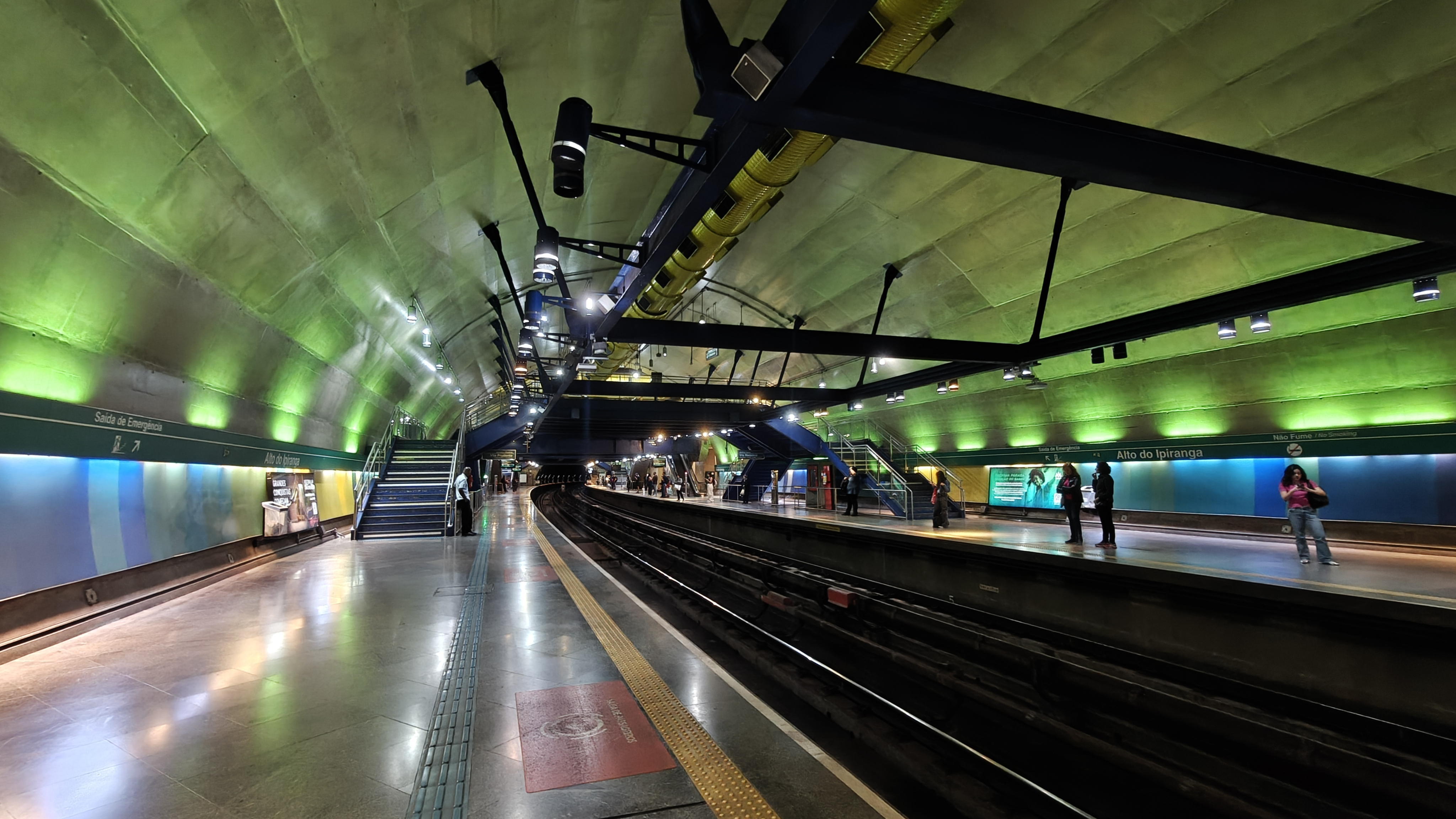
Interior da estação

Estação subterrânea com átrio de bilheterias e bloqueios localizados no nível da rua sob estrutura metálica em forma de tronco de cone, revestida com pele de vidro laminado verde.
Mezanino de distribuição e acesso às duas plataformas laterais, em estrutura metálica atirantada ao túnel das plataformas.
Profundidade das plataformas 24,16 m.
Circulação vertical composta de 10 escadas rolantes, 9 escadas fixas e 2 elevadores.
Plena acessibilidade aos usuários portadores de deficiência. A iluminação das paredes da plataforma foi inspirada nas cores da bandeira brasileira, devido à importância histórica do bairro.
Capacidade de até 30.000 passageiros por hora em horário de pico, embora a expectativa da prefeitura superasse esta faixa ao decorrer dos anos, com a chegada das demais estações já em projeto.[carece de fontes?]
Área construída de 8.600m².

## Demanda média da estação
Alto do Ipiranga tem uma demanda média de 22 mil passageiros por dia.

## Obras de arte
- "Descanso da Sala" (escultura), José Spaniol, aço (2014), aço (0,45m x 0,45m x 4,00m), instalado no jardim interno.[13]

## Tabela
| Linha   | Terminais                     | Estações | Principais destinos                                                                          | Duração das viagens (min) | Intervalo entre trens (min) | Funcionamento                                                 |
| ------- | ----------------------------- | -------- | -------------------------------------------------------------------------------------------- | ------------------------- | --------------------------- | ------------------------------------------------------------- |
| 2 Verde | Vila Madalena ↔ Vila Prudente | 14       | Vila Madalena, Clínicas, Bela Vista, Paraíso, Vila Mariana, Cursino, Ipiranga, Vila Prudente | 28                        | 3                           | Diariamente, das 4h40 à 0h24; Sábados até a 1 hora de domingo |

| Sigla | Estação          | Inauguração         | Capacidade                   | Integração               | Plataformas | Posição     | Notas                                      |
| ----- | ---------------- | ------------------- | ---------------------------- | ------------------------ | ----------- | ----------- | ------------------------------------------ |
| AIP   | Alto do Ipiranga | 30 de junho de 2007 | 30 mil passageiros hora/pico | Bilhete Único da SPTrans | Laterais    | Subterrânea | Estação com estrutura de concreto aparente |